# Sunday's Sun

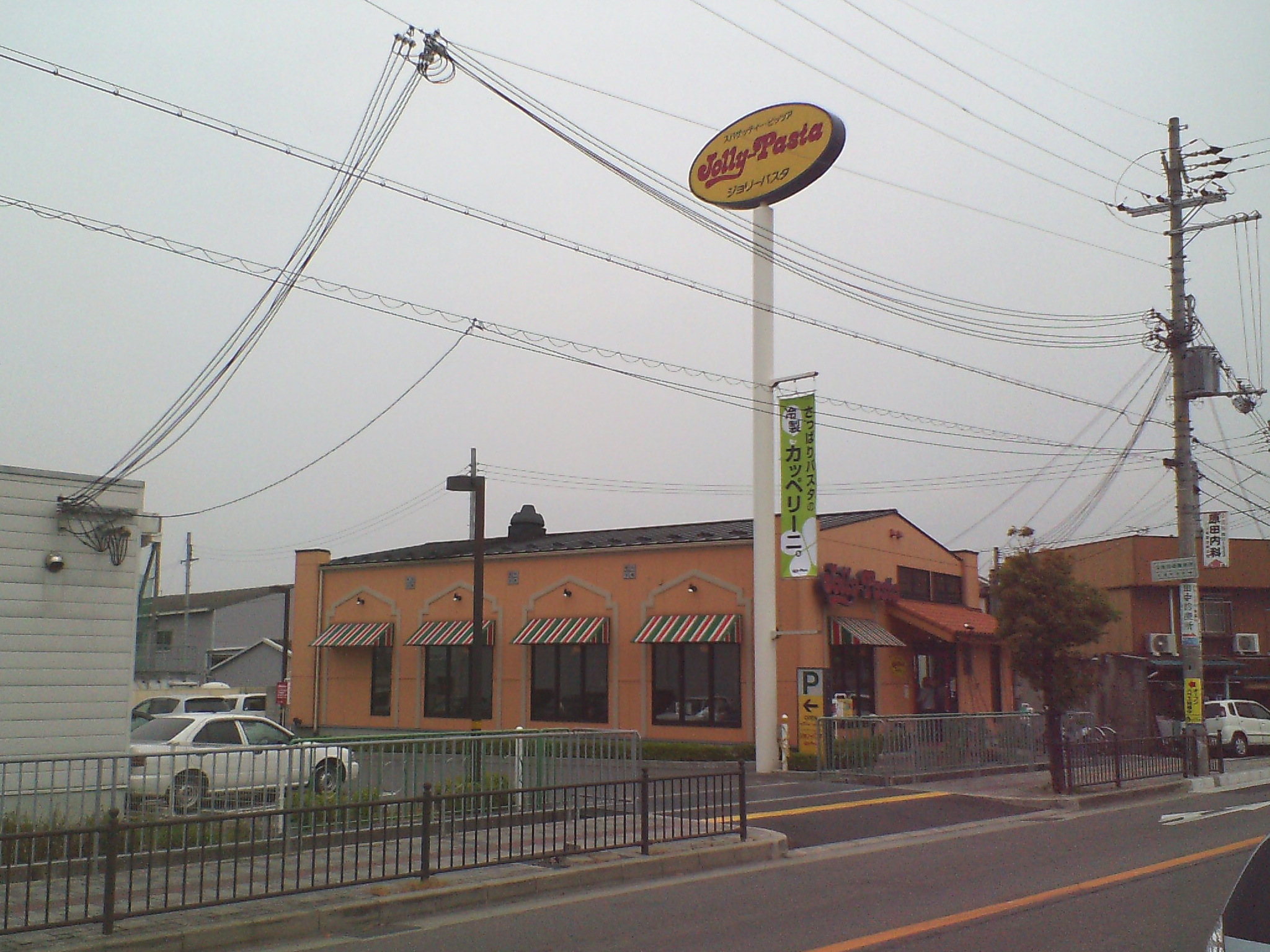
Jolly Pasta 和泉店
大阪府和泉市萬町980-1

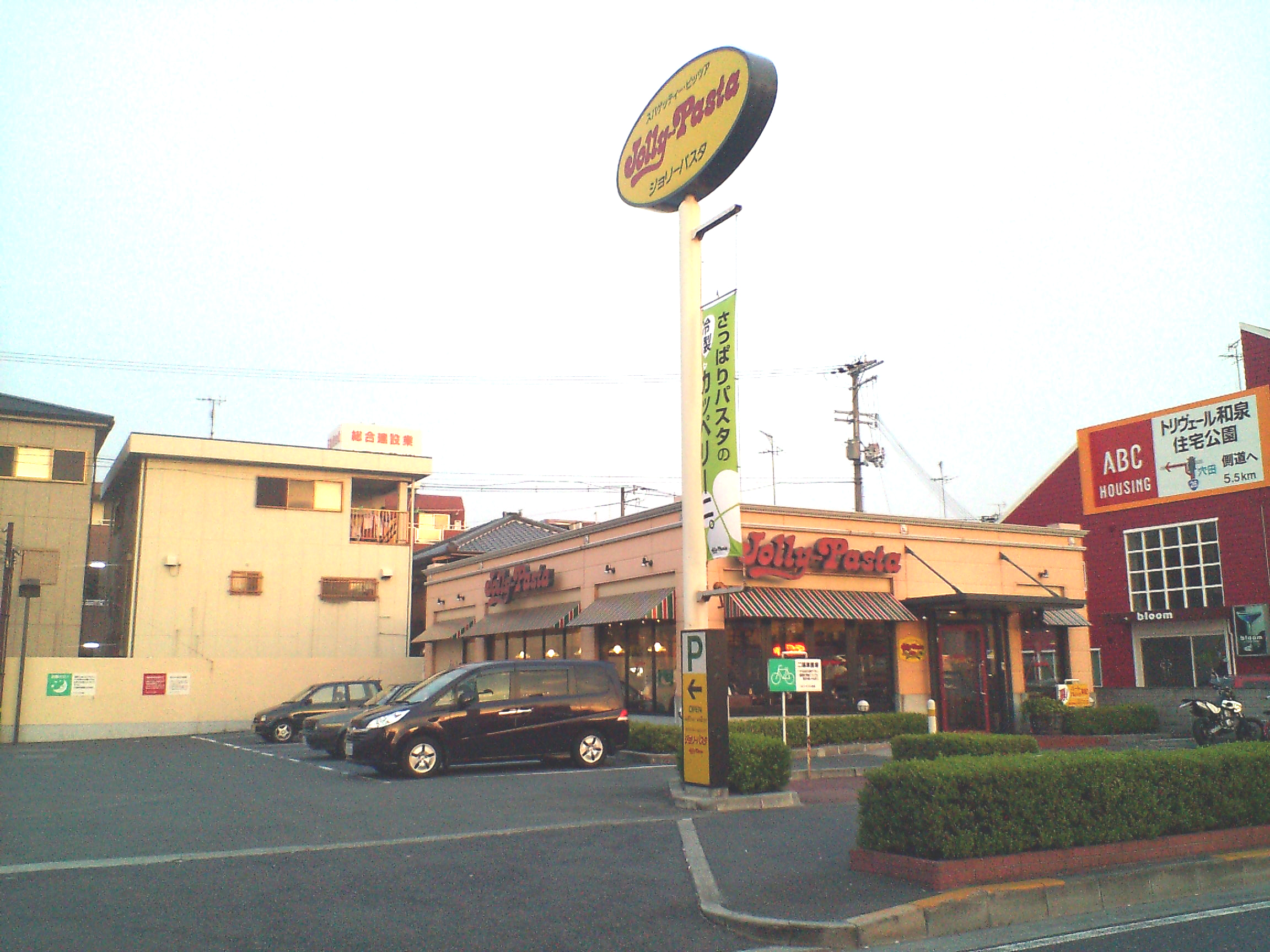
Jolly Pasta 泉大津店
大阪府泉大津市東豐中町2-2-7

Sunday's Sun股份有限公司，是日本一家起初以同一名字經營連鎖家庭式餐館，後來發展成經營各類餐館的餐飲企業。目前為Zensho（ゼンショー）的連結子公司。總社位於東京都港區。
公司主要在中國地方、首都圈、近畿圈等地發展。除了Sunday's Sun外，集團還開展了意大利粉餐廳「Jolly Pasta（ジョリーパスタ）」、意式餐廳「Fracasso（フラカッソ）」等業務。集團一度傾向於以Jolly Pasta為核心的業務型態，然而近年來，公司透過改裝現有店鋪來把業務進一步多元化發展。

## 沿革
- 1971年10月：Sunday's Sun的第一號店於山口縣德山市[1] 開張，此後主要在中國地方、首都圈、近畿圈進行店鋪發展的計劃。
- 1990年：在廣島證券交易所上市。
- 1993年：Sunday's Sun收購了廣島COCO'S（ココス；COCO'S JAPAN（ココスジャパン）的特許經營人）。
- 2000年：在東京證券交易所第2部上市。
- 2006年4月：除了部分店鋪外，顧客都能在各家店中使用電子現金「Edy」和非接觸式延期結帳卡「QCICPay」付款。
- 2007年2月15日：經營牛肉飯連鎖店等的Zensho，宣布對Sunday's Sun進行收購。包含公司的始創家族的Sunday's Sun取締役會亦對這次收購表示贊同[2]。
- 2007年3月16日：Zensho宣布收購Sunday's Sun成功，並表示收購了52.13%的已發行股份[3]。Sunday's Sun預定從3月26日開始成為Zensho的連結子公司，在東京證券交易所的上市地位亦應可獲保留。
- 2007年9月25日：為了集中Sunday's Sun的經營資源到Jolly Pasta的店鋪中，Sunday's Sun透過簡易分拆的方法，將Sunday's Sun的事業部門分拆成和兩家子公司。在11月1日，這兩家公司的股份分別被轉讓給COCO'S JAPAN和BigBoy（實質上的經營轉讓）。除了在山口宇部機場內的一家分店外，其餘Sunday's Sun的店鋪都會結束營業。
- 2007年12月：停用「Edy」、「QUICPay」。
- 2008年1月1日：總社轉移至Zensho總部所在的東京都港區，而位於山口縣的前總社則成為「德山總部」。
- 2008年：在包括僅餘的Sunday's Sun山口宇部機場店（之前被轉讓給COCO'S JAPAN）在內的全部Sunday's Sun店鋪的事業轉讓與關店結束後，Sunday's Sun的店鋪就從此消失。

## 開展的業務
- 意大利粉餐廳「Jolly Pasta」
- 意式餐廳「Fracasso」
- 肉排餐廳「Jolly-OX（ジョリーオックス）」
- 意式快餐店「Gina Gino（ジーナ・ジーノ）」
- 日式餐館「和_kitchen 陽介（和キッチン　陽介）」

## 關連項目
- 14歲的母親 - 在作品中，主角的母親（田中美佐子飾）當兼職的餐館，就是New Sunday's Sun二子玉川店。
- - 延續其前身節目的企劃「把列在家庭式餐館的菜單上的食物全部吃光的男人」第一回的舞台，就是在Sunday's Sun中野店。
- 在流星花園（日劇版）中，松本潤與井上真央也曾在Sunday's Sun二子玉川店進行拍攝的工作。
- Sunday'z Sun e.p. - SUEMITSU&THE SUEMITH的第3張單曲。歌名就是源自Sunday's Sun。

## 外部連結
- 官方网站 （页面存档备份，存于）